# Brad Benson
Brad Benson (Altoona, 25 de novembro de 1955) , é um ex-jogador profissional de futebol americano estadunidense. Ele foi campeão da temporada de 1986 da National Football League jogando pelo New York Giants.